# Viljo Heino
Viljo ("Ville") Akseli Heino (1. března 1914, Iitti – 15. září 1998, Tampere) byl finský atlet, běžec na dlouhé tratě, mistr Evropy v běhu na 10 000 metrů z roce 1946.
Zvítězil v běhu na 10 000 metrů na mistrovství Evropy v roce 1946, v běhu na poloviční trati obsadil na tomto evropském šampionátu čtvrté místo.
Startoval rovněž na olympiádě v Londýně v roce 1948 – závod na 10 000 metrů nedokončil, v maratonu doběhl jedenáctý.
Držel světový rekord na 10 000 metrů od 25. srpna 1944 do 11. června 1949 a znovu (časem 29:27,2) od 1. září 1949 do 22. října 1949 (v obou případech jeho světový rekord zlepšil Emil Zátopek). Byl vyhlášen finským sportovcem roku 1949.